# Grezzago
Grezzago é uma comuna italiana da região da Lombardia, província de Milão, com cerca de 2.087 habitantes. Estende-se por uma área de 2 km², tendo uma densidade populacional de 1044 hab/km². Faz fronteira com Trezzo sull'Adda, Busnago, Trezzano Rosa, Vaprio d'Adda, Pozzo d'Adda.

## Demografia
| Variação demográfica do município entre 1861 e 2011                               |
|                                                                                   |
| Fonte: Istituto Nazionale di Statistica (ISTAT) - Elaboração gráfica da Wikipedia |